# حسين أبو الخير
حسين علي أحمد أبو الخير (أبو سامي؛ 1943 في السميرية- 1973 في نيقوسيا) سياسي فلسطيني، كان ممثلاً لحركة فتح في قبرص حتى اغتياله.

## حياته
وُلد أبو الخير في قرية السميرية في قضاء عكا عام 1943. هاجر مع عائلته إلى لبنان جراء حرب 1948، واستقروا في مخيم عين الحلوة بمدينة صيدا جنوب لبنان.
درس في مدارس الأونروا ونال شهادة الثانوية من كلية المقاصد الإسلامية في صيدا.
تولى مسؤولية الاتحاد العام لطلبة فلسطين في جنوب لبنان، ثم انتقل للعمل في الكويت. 
انضم إلى حركة فتح عام 1966.
لاحقًا كلف بمهام في لبنان، وفي عام 1970 كُلف بتمثيل حركة فتح في قبرص.

## اغتياله
اغتيل بواسطة شحنة ناسفة وضعت تحت سريره في الفندق الذي ينزل فيه على يد عملاء الموساد.